# Tetrachord
Tetrachord (starořecky „čtyřtón“, něm. „Vierton”) je řada čtyř po sobě jdoucích tónů, z nichž první a čtvrtý v tradiční hudební teorii tvořily sestupnou čistou kvartu s poměrem frekvencí 4:3 (přibližně 498 centů). Dvojice sestupných tetrachordů, z nichž koncový tón druhého byl o oktávu nižší než výchozí tón prvního (tj. rozestup mezi oběma čtyřtónovými řadami je právě celý tón), se používala pro konstrukci stupnic.

## Druhy tetrachordů
V hudební teorii starých Řeků se podle rozsahu největšího z intervalů mezi sousedními tóny (nazývaného charakteristický interval, v tetrachordu se nemusí vyskytnout jenom jednou) rozlišovaly tři druhy tetrachordů:
- Diatonický – jehož charakteristický interval je nejvýše roven polovině rozsahu tetrachordu (přibližně 249 centů). Diatonický tetrachord se klasicky skládal ze dvou celých tónů a jednoho půltónu.
- Chromatický – jehož charakteristický interval byl větší než polovina a menší než 4/5 rozsahu celého tetrachodu (tj. přibližně mezi 249 a 398 centy). Chromatický tetrachord se klasicky skládal z malé tercie (asi 316 centů) a dvou stejných půltónů.
- Enharmonický – jehož charakteristický interval byl větší než 4/5 rozsahu celého tetrachodu. Enharmonický tetrachord se klasicky skládal z velké tercie (asi 386 centů) a dvou malých intervalů o rozsahu čtvrttónu.

V západní hudbě je tetrachord stoupající řada čtyř tónů. V rámci durové stupnice jsou mezi I. a IV. stupněm intervaly: celý tón, celý tón, půltón (v C-Dur: c-d-e-f), mezi V. a VIII. stupněm rovněž celý tón, celý tón, půltón (g-a-h-c). Mezi IV. a V. stupněm leží krok celého tónu (f-g).